# 弁韓
弁韩，亦称“弁辰”，是朝鲜半岛古代南部的國家聯盟。与“马韩”、“辰韩”合称“三韩”。他们是现在朝鲜民族的直系祖先之一，也是如今韩国国名得来的原因。
据《三国志》记载，弁韩由十二國聯合组成，每个國家都有自己的城、文武大臣和頭目。其法律、社会习俗非常严厉。
弁韩与辰韩杂居，与辰韩语言和文化相似。 弁韩以铁器生产闻名，其生产的铁器销售到朝鲜半岛其它地区和日本等。和中国一样，弁韩也以铁为货币流通工具，并给汉四郡铸币。 弁韩土地肥美，弁韩人擅长种植五谷及稻米，也会種桑育蚕，織布，乘駕牛馬。弁韩人以大鸟的羽毛送葬死者，其意欲使死者飞扬。
弁韩后以集权化的伽倻联盟形成的表现。伽倻联盟后来被新罗吸收。